# Richard Jaeger
Pour les articles homonymes, voir Jaeger.
Richard Jaeger, né le 16 février 1913 à Berlin et mort le 15 mai 1998 à Munich, est un homme politique allemand membre de l'Union chrétienne-sociale en Bavière (CSU).
De 1965 à 1966, il est ministre fédéral de la Justice d'Allemagne de l'Ouest dans la coalition noire-jaune du chancelier fédéral Ludwig Erhard.

## Biographie
Fils d'un fonctionnaire bavarois, il est né à Berlin en 1913 mais déménage trois mois plus tard à Munich, où il passe son Abitur en 1933, et étudie le droit jusqu'à l'obtention de son premier diplôme juridique d'État en 1936. Il réussit l'examen du second trois ans plus tard et est aussitôt enrôlé dans la Wehrmacht afin d'y accomplir son service militaire.
En 1940, il devient juge stagiaire à Weilheim in Oberbayern, ce qui interrompt son service militaire. Il est nommé juge trois ans plus tard, puis fonctionnaire du ministère régional de l'Éducation en 1947.
Richard Jaeger, décédé le 15 mai 1998, à l'âge de 85 ans, est de confession catholique romaine, marié et père de six enfants.

## Parcours politique
Il adhère à l'Union chrétienne-sociale en Bavière (CSU) en 1946, et est élu au Bundestag en 1949. En 1952, il intègre le comité directeur de son parti, et prend la présidence de la commission parlementaire de protection de la Loi fondamentale pour un an. Cette même année, il signe, avec 33 députés de la CDU/CSU, une proposition de loi prévoyant l'élection des députés fédéraux au scrutin uninominal majoritaire à un tour.
En 1953, il est élu à la fois vice-président du Bundestag, président de la sous-commission du budget du bureau de l'assemblée, président de la commission de la Défense, et membre de l'Assemblée commune de la CECA. Il renonce peu à peu à ces postes au cours des huit années qui suivent.
Richard Jaeger est nommé ministre fédéral de la Justice d'Allemagne de l'Ouest le 26 octobre 1965 dans la seconde coalition noire-jaune de Ludwig Erhard. Il est contraint de se retirer le 30 novembre 1966, un mois après l'éclatement de la coalition et la veille de l'investiture d'un gouvernement de grande coalition.
Ayant retrouvé son siège de député fédéral, il est de nouveau élu vice-président du Bundestag en 1967. Il y renonce après les élections de 1976, et quitte l'assemblée quatre ans plus tard. En 1981, il quitte également le comité directeur de la CSU et se retire complètement de la vie politique.
Par ailleurs, il s'est fait connaître dans les années 1960 pour son combat visant à l'abolition de l'article 102 de la Loi fondamentale, qui abolit la peine de mort.

## Distinctions
- Grand-croix de l'ordre du Christ